# Building Bombs
Building Bombs è un documentario del 1991 diretto da Mark Mori e Susan Robinson  candidato al premio Oscar al miglior documentario.